# Melchiorre Pirella
Melchiorre Pirella Satta (Nuoro, 1577 circa – Cagliari, 19 luglio 1636) è stato un vescovo cattolico del Regno di Sardegna.

## Biografia
Figlio di Melchiorre Pirella, possidente nuorese, e di Paula Satta, nacque a Nuoro nel 1577 circa.
Il 15 maggio 1592 ricevette la tonsura dal vescovo di Alghero mons. Andrés Bacallar nella chiesa di San Pietro a Nuoro; il 15 marzo 1603 fu ordinato diacono. Nel 1608 era già canonico della cattedrale di Cagliari e professore di teologia, come si evince dalla lapide della chiesa da lui fondata sull'Ortobene.
Fu uno dei collaboratori più stretti dell'arcivescovo di Cagliari Francisco D'Esquivel, svolgendo anche il ruolo di visitatore sinodale delle ex diocesi di Galtellì e di Suelli, che percorse nel 1614 e nel 1621. Nell'arcidiocesi svolgeva anche le attività di Commissario del Sant'Uffizio e di commissario per le opere pie. Insieme con il canonico Sebastiano Carta, aiutò il vescovo D'Esquivel nella ricognizione delle reliquie di Sant'Antioco nell'isola omonima e nella città di Cagliari.
Nel 1612 fu incaricato dal vescovo di svolgere le indagini riguardo al sanguinamento della statua del Crocifisso di Galtellì, richieste dal barone di Orosei, il nuorese Juan Fabricio Manca Guiso.
Dal 1623 fu vicario per tutta la diocesi cagliaritana: mantenne l'incarico fino al 12 maggio 1631, quando fu eletto vescovo di Bosa.
Il 7 marzo 1632, nel duomo di Cagliari, Melchiorre Pirella accompagnò mons. Ambrogio Machin al solenne giuramento dell’Immacolata Concezione da parte dei tre stamenti del Parlamento. Il 7 maggio 1635 fu nominato vescovo della diocesi di Ales, incarico che ricoprì per breve tempo, dato che morì a Cagliari — forse improvvisamente  — il 29 luglio 1636.
Il 7 maggio 1635 fu nominato vescovo di Ales e Terralba.

## Monsignor Pirella e i Borgia
Fu cappellano privato di donna Artemisia Doria y Carreto, moglie del viceré di Sardegna Carlos Francisco de Borja Centelles y Velasco, VII duca di Gandia. Quando il viceré Borgia si dimise dall'incarico, nel 1617, nel suo viaggio da Cagliari a Porto Torres per imbarcarsi verso la Spagna, fu accompagnato proprio da mons. Pirella. 
Le relazioni con la famiglia si mantennero fino alla morte del Pirella, come si evince da una serie di lettere che il prelato inviò a donna Artemisia e a suo figlio Diego, in cui li si informava della situazione politica dell'Isola, auspicando un loro ritorno e l'incarico viceregio per proseguire sulle orme di Carlos.